# Torre di Berta
La torre di Berta è stata una torre del centro storico di Sansepolcro, che venne distrutta durante la seconda guerra mondiale, nella notte tra il 30 e il 31 luglio 1944, da alcuni soldati tedeschi.

## Storia e descrizione
La torre, realizzata nel XII secolo, probabilmente da un consorzio di famiglie di Sansepolcro, come torre angolare di un gruppo di edifici presso l'abbazia benedettino-camaldolese di San Giovanni Evangelista.
Nell'area sottostante si sviluppò nel tempo il mercato di ortaggi, tanto che nei primi decenni del XIX secolo è denominata Piazza delle Erbe, nome poi mutato in Piazza Vittorio Emanuele dopo l'unità d'Italia.
Nel 1868 furono abbattuti gli edifici appoggiati alla torre e venne così realizzata l'attuale piazza, lasciando la Torre di Berta al centro. La strada che correva dietro gli edifici, tra le odierne Via San Giuseppe e Via Sant'Antonio, essendo quasi sempre in ombra permetteva la conservazione della neve e per questo era denominata Agio dei Ghiacciari; qui sorgevano le beccherie medievali. Dopo l'isolamento, la Torre di Berta divenne il simbolo di Sansepolcro, e come tale fu riprodotta nelle prime cartoline e guide turistiche tra i secoli XIX e XX.
Venne distrutta nel corso del passaggio del fronte della seconda guerra mondiale, nella notte tra il 30 e il 31 luglio 1944, quando i soldati tedeschi in ritirata, comandati dal colonnello Lothar Berger, la fecero saltare in aria imbottendone di esplosivo il piano terra. L'operazione, del tutto ingiustificata sul piano delle operazioni militari, fu una rappresaglia contro la città, nel tentativo, risultato poi vano, di fare crollare l'intera area attorno, compresi la Cattedrale, il Palazzo Vescovile, il Palazzo Comunale e il Tribunale.
Già nei primi giorni successivi all'esplosione, alcuni cittadini del borgo recuperarono le pietre della torre e le numerarono con l'obiettivo di ricostruire la torre dopo la guerra. Dopo il '45, in effetti, furono anche stanziati dei fondi per la ricostruzione, ma purtroppo, a causa di varie speculazioni, sia il materiale che i fondi furono utilizzati per costruire alcuni edifici al di fuori delle mura, al di là di Porta Fiorentina.
Dopo la distruzione dell'antica torre il nome della principale piazza cittadina è stato mutato in Piazza Torre di Berta, a ricordo del simbolo cittadino. Nel corso degli anni sono stati avanzati alcuni tentativi di ricostruzione, nessuno dei quali andato a buon fine.

Diverse le ipotesi sul nome: la tradizione locale vuole che Berta fosse il nome della sfortunata fidanzata di un giovane di Pieve Santo Stefano, il cui amore fu osteggiato dalle rispettive famiglie per motivi di rivalità; alcuni studiosi locali del secolo scorso hanno ipotizzato che indicasse il luogo dove si mettevano alla berlina i condannati nel Medioevo.